# 川口節子 (1941年生)
川口 節子（かわぐち せつこ、1941年〈昭和16年〉11月6日 - 2013年1月18日）は、日本の女優。東京市（現：東京都）荒川区出身。身長154cm、体重49kg。血液型はA型。
和洋女子大学家政学部中退。東宝芸能学校、東宝（1963年-1970年代）、新星プログループを経て、宝井プロジェクトに所属していた。
1963年に東宝へ入社し、映画『林檎の花咲く町』でデビュー。東宝が専属俳優制度を廃止した後は、記平佳枝、東静子らとともに新星プロで女優業を継続していた。

## 出演

### 映画
- 林檎の花咲く町（1963年）
- 江分利満氏の優雅な生活（1963年） - 江分利の弟の妻の妹
- 君も出世ができる（1964年） - 東和観光社員
- 宇宙大怪獣ドゴラ（1964年） - 飛行機の乗客・飛行機を見送る女 [2役]
- ゴジラシリーズ
  - 三大怪獣 地球最大の決戦（1964年） - サルノ王女の侍女[出典 2]・渋谷駅前の都民[3][4]・喫茶店の客[3][4]・テレビを観る女[4]・インファント島島民[4]
  - ゴジラ・エビラ・モスラ 南海の大決闘（1966年） - ラリーダンスの観客[4]・インファント島の原住民[3][4]・新聞社の社員[4]
  - 怪獣総進撃（1968年） - 避難する女[4]
  - ゴジラ対ヘドラ（1971年） - アングラバーの客[4]・ゴーゴー大会の若者[3][4]
  - ゴジラ（1984年） - 東海道新幹線乗客[3][4]
- フランケンシュタイン対地底怪獣（1965年） - 白根ヒュッテの若者[1][3]
- フランケンシュタインの怪獣 サンダ対ガイラ（1966年） - 羽田空港の避難民
- お嫁においで（1966年） - 通行人・須山家のお手伝いさん [2役]
- 日本一の男の中の男（1967年） - 芸者
- 緯度0大作戦（1969年）[3]
- コント55号 宇宙大冒険（1969年） - パラド星の女
- 激動の昭和史 軍閥（1970年） - 召集された市民
- 呪いの館 血を吸う眼（1971年） - 近藤（大学病院看護婦[3]）
- 父ちゃんのポーが聞える（1971年） - パン屋の店員
- 王将（1973年） - 眼科看護婦
- ゴキブリ刑事（1973年）
- 人間革命（1973年）
- 日本沈没（1973年） - 水に呑まれる老人の息子の嫁（家内工業）[3]
- ノストラダムスの大予言（1974年）[3] - 研究所員
- ルパン三世 念力珍作戦（1974年） - 孤児院の修道尼
- 告訴せず（1975年） - 平仙物産の社員
- 吶喊（1975年）
- 続・人間革命（1976年）
- アラスカ物語（1977年）
- 悪魔の手毬唄（1977年） - 由良栄子
- 姿三四郎（1977年） - 看護婦
- ブルークリスマス（1978年） - ホステス
- 黄金のパートナー（1979年） - ドライブインの従業員
- 地震列島（1980年）[3]
- 海峡（1982年） - 仙太の母
- 愛・旅立ち（1985年）
- 竹取物語（1987年）[3]
- 夢（1990年）
- 超少女REIKO（1991年）
- まあだだよ（1993年）
- 八つ墓村（1996年） - 良枝
- 凍える鏡（2008年）
- 隠し砦の三悪人 THE LAST PRINCESS（2008年）[3]

など東宝映画作品にノンクレジットを含めて多数出演。

### テレビドラマ
- ウルトラシリーズ（円谷プロ）
  - ウルトラQ 第4話「マンモスフラワー」（1966年、TBS） - 地下街入口の避難民[注釈 1]
  - 帰ってきたウルトラマン 第4話「必殺! 流星キック」（1971年、TBS） - 国連病院看護婦
  - ウルトラマンタロウ 第38話「ウルトラのクリスマスツリー」（1973年、TBS） - ひとみの母
  - ウルトラマンレオ 第5話「泣くな! お前は男の子」（1974年、TBS） - 母親
  - ウルトラマンティガ 第18話「ゴルザの逆襲」（1997年、MBS） - 桑畑町の避難民
- 泣くな青春 第14話「10年目の対決」（1972年、CX / 東宝）
- 太陽にほえろ!（NTV / 東宝）
  - 第9話「鬼刑事の子守歌」（1972年）
  - 第32話「ボスを殺しに来た女」（1973年）
  - 第70話「さよならはいわないで」（1973年） - 北口初代
  - 第83話「午前10時爆破予定」（1974年）
  - 第184話「アリバイ」（1976年） - 田沢家の近所の主婦
  - 第322話「誤射」（1978年）
  - 第484話「青ひげ」（1981年）
  - 第502話「癖」（1982年） - アパート大家
  - 第593話「ジプシー再び」（1984年） - アパート大家
  - 第612話「怒れる狙撃者」（1984年） - 済生会中央病院の看護婦
  - 第646話「うそ」（1985年） - 大塚雅子の近所の主婦
  - 第654話「二度泣いた男」（1985年） - 島貫の近所の主婦
  - 第685話「ロッキーの白いハンカチ」（1986年） - バー店主
  - 第709話「タイムリミット・午前6時」（1986年）
- 荒野の素浪人 第26話「妖雲 笛吹川の人柱」（1972年、NET / 三船プロ）
- 火曜日の女シリーズ / ある朝、突然に…（1972年、NTV）
- マドモアゼル通り（1972年）
- 日本沈没（1974年、TBS / 東宝） - ミチコの母[注釈 1]
- ファイヤーマン 第8話「恐怖のミクロ怪獣」（1973年、NTV / 円谷プロ） - みどり台団地の住人[注釈 1]
- スーパーロボット レッドバロン 第16話「鉄面党脱走犯E16号」（1973年、NTV / 宣弘社） - 先生
- 流星人間ゾーン （日本テレビ / 東宝）
  - 第16話「恐怖の襲撃! ガロガロボット」（1973年） - 寺村教授の妻
  - 第26話「粉砕! ガロガガンマーX作戦」（1973年） - 石田健の母（遺影）[注釈 1]
- 大江戸捜査網 （12ch / 三船プロ）
  - 第150話「おんな牢秘話」（1974年）
  - 第210話「燃える屍」（1975年）
  - 第253話「涙で斬った地獄花」（1976年）
  - 第290話「恐怖の無差別殺人」（1977年）
  - 第306話「懐剣返上! 涙の対決」（1977年）
- 傷だらけの天使 第22話「くちなしの花に別れのバラードを」（1975年、NTV / 東宝）
- 俺たちの勲章 第7話「陽のあたる家」（1975年、NTV / 東宝）
- 破れ新九郎 第25話「大爆破! 夜空に消えた新九郎」（1979年、ANB / 中村プロ） - 湯屋の女
- 東京大地震マグニチュード8.1（1980年、ytv）
- 気になる天使たち 第3話（1981年、CX / 東宝）
- 時代劇スペシャル 「松本清張の西海道談綺」（1983年、TNC / CX / 国際放映）
- ザ・ハングマンV 第11話「主婦がリモコンで殺人者に仕立てられる!」（1986年、ABC）
- 土曜ワイド劇場
  - 「女子大生たちの危ないゲーム」（1988年）
  - 「会津磐梯婚前旅行殺人事件」（1989年）
  - 「牟田刑事官事件ファイル9・岸辺に立つ女」（1989年）
  - 「豪華ヨット初恋ツアー殺人事件」（1990年）
  - 「新・女弁護士 朝吹里矢子1・夢の告発」（1994年）
  - 「棟居刑事の復讐」（1996年）
  - 「“繭の密室”連続殺人事件」（1998年）
  - 「法医学教室の事件ファイル」（2006年）
  - 「ショカツの女3・目撃者は認知症の妻!」（2009年）
- アリバイの彼方に2（2002年）
- パズル
- エジソンの母
- 乙女のパンチ
- Around40
- 我はゴッホになる!
- サラリーマン金太郎
- 小早川伸木の恋（2006年）
- 仮面ライダー電王 第24話（2007年、テレビ朝日）
- 赤い霊柩車23（2008年）
- CHANGE（2008年）
- エゴイスト（2009年）
- 華麗なるスパイ（2009年）
- まっすぐな男（2010年）
- 大魔神カノン（2010年） - ホームの老女

など

### ビデオ
- ウルトラセブン1999最終章6部作 第4話「約束の果て」（1999年、バップ / 円谷プロ） - 宿の女将